# تاريخ إنساني قابل للأكل
تاريخ إنساني قابل للأكل هو كتاب من تأليف البريطاني توم ستانداج الذي يشمل تاريخ العالم من عصور ما قبل التاريخ إلى العصر الحديث من خلال تعقب الأطعمة والتقنيات الزراعية المستخدمة من قبل الإنسان.

## نظرة عامة
ينقسم كتاب ستانداج إلى 6 أقسام رئيسية تبدأ في عصور ما قبل التاريخ وتتقدم حتى يومنا هذا. المقاطع الستة هي:
1. أسس الحضارة الصالحة للأكل (ثورة العصر الحجري الحديث تحول الصيادين-المجمعين إلى المزارعين).
2. : الغذاء والهيكل الاجتماعي (الغذاء والثروة: المجتمعات المستقرة التي تخزن الطعام تخلق عدم المساواة في الثروة والسلطة).
3. الطرق السريعة العالمية للأغذية (السلع الفاخرة مثل التوابل تحفز البحث عن الثروة من خلال الاستكشاف والاستعمار).
4. الغذاء والطاقة والتصنيع (المحاصيل العالمية الجديدة والوقود الأحفوري توسع الإنتاجية الزراعية والمهن غير الزراعية مما يؤدي إلى ثورة صناعية، لكن الاستزراع الأحادي يؤدي إلى مجاعة البطاطس الأيرلندية.)
5. الغذاء كسلاح (يستفيد القادة العسكريون والسياسيون من السلطة على الإمدادات الغذائية لتعبئة الجيوش وسحق المعارضة).
6. الغذاء والسكان والتنمية (الثورة الخضراء في القرن العشرين تحل بعض المشاكل ولكنها تخلق مشاكل جديدة).

يقدم القسم الأول الصيد والتجمع للقارئ، ولكن ينتقل بسرعة إلى تقنيات الزراعة والزراعة، مما مكن من التوسع الكبير في عدد السكان. يدافع ستانداج عن أطروحته بأن الزراعة هي نظام غير طبيعي من صنع الإنسان. وهو يفعل ذلك من خلال مناقشة تاريخ الذرة، وهو محصول معدّل من صنع الإنسان. تعتبر الذرة موضوعًا رئيسيًا في هذا الكتاب حيث أصبحت من أهم المنتجات الأساسية في جميع أنحاء العالم اليوم. كما يشير ستانداج أيضًا إلى القمح والأرز، اللذان يعتبران أيضًا حبيبات هامة للحبوب، وكثيراً ما ينطوي ذلك على معتقدات دينية معينة للناس.
بالانتقال إلى القسم الثاني، يدعي ستانداج أن المجتمعات المستقرة (الزراعية) التي لديها القدرة على تخزين الغذاء أدت إلى عدم المساواة الاقتصادية والسياسية، وبالتالي للحكومة، والبنية الاجتماعية، والقوانين، والثقافة، وتقريبا كل جوانب الحياة التي يمتلكها البشر اليوم.
في القسم الثالث، يصف ستانداج الرغبة الأوروبية في التوابل التي لا يمكن شراؤها إلا عن طريق شبه الجزيرة العربية من آسيا. بسبب التكلفة العالية (والمرتفعة) من التوابل، استثمرت الحكومات الأوروبية في الاستكشاف، مثل رحلات كولومبوس وماجلان.
إن نظريات توماس مالتوس (التي لا يمكن أن يدعمها عدد السكان المتزايد في العالم من خلال إمدادات الأغذية الزراعية) هي موضوع متكرر في هذا الكتاب.
في القسم الرابع، يبين ستانداج كيف أن إبداعين محددين في القرن الثامن عشر (المحاصيل الجديدة في العالم واستبدال الخشب بالفحم للوقود) زادا الإنتاجية الزراعية وجعل التصنيع ممكنًا. يعرض هذا القسم أيضاً جانباً أكثر قتامةً من الابتكار، حيث أدى الاستزراع الفردي للبطاطا إلى المجاعة الكبرى في أيرلندا بداية من عام 1845.
كانت السيطرة على الإمدادات الغذائية، كما يُظهر ستانداج، مصدرًا هامًا للقوة بالنسبة للقادة العسكريين والسياسيين. في القسم الخامس (الغذاء كسلاح)، يتحدث ستانداج عن الاستراتيجيات، بما في ذلك تطوير تقنيات حفظ الطعام، التي استخدمها نابليون لإطعام قواته. بيد أن جيوش التزويد ليست سوى جانب واحد من هذا الاستخدام للسلطة. كما يصف ستانداج الوفيات الناجمة عن الجوع من الأشخاص الذين اختار قادتهم حرمانهم من الطعام.
في الجزء الأخير من الكتاب، يُناقش ستانداج الثورة الخضراء، وهو اختراق في تقنيات وتقنيات الزراعة التي حدثت في الأربعينيات من القرن العشرين تقريبًا حتى عام 1970، مما أدى إلى زيادة غلة المحاصيل بشكل كبير.
أخبر ستانداج أحد المحاورين في (NPR) أنه يفكر في الطعام، وليس كقوة تحفيز للتاريخ البشري، بل باعتباره «شوكة غير مرئية» تفرز الجنس البشري. يقول ستانداج: «بعد كل شيء، كل شيء قام به كل شخص، على مر التاريخ، كان يغذيه حرفياً الطعام».